# Sergiu Cunescu
Sergiu Cunescu (n. 16 martie 1923, București, România – d. 16 martie 2005) a fost un inginer și politician român, proiectant al unor renumite vehicule rutiere, președinte al Partidului Social-Democrat Român (PSDR) între 1990 și 2000.

## Originea și studiile
Tatăl, Stavri, născut în Albania (Cuneska) a fost un jurist cunoscut, social democrat din tinerețe. În perioada anilor 1930 a fost secretar de stat în Ministerul Muncii și Prevederilor Sociale, specialist în probleme de muncă. În perioada 1949-1952 a fost arestat din considerente politice. Colaborator al lui Constantin Titel Petrescu. Sergiu Cunescu, de profesie inginer specialist în motoare cu ardere internă, a avut numeroase contribuții în industria automobilelor din România în perioada anilor 1960-1980, colaborând la omologarea prototipurilor Dacia 1100, 1300, Oltcit. În calitatea lui de excelent și înzestrat inginer, Sergiu Cunescu a avut un rol foarte important în conceperea și realizarea primelor troleibuze și autobuze românești, în a doua jumătate a anilor cincizeci, apoi în anii '60, la Atelierele centrale ITB (URAC) și la uzinele Mao Țze-dun (Vulcan) și Tudor Vladimirescu (Autobuzul).

## Activitatea politică
În ianuarie 1990, împreună cu Adrian Dimitriu, fost secretar general al Partidului Social Democrat Independent condus de Constantin Titel Petrescu, Mira Moscovici, Constantin Avramescu, Mircea Iscru Stanescu, în general veterani ai vechiului partid intrat în ilegalitate după alegerile din 1946, au înscris noul partid PSDR, continuator legitim și unic al PSDI, partid istoric. Partidului Social Democrat Independent, alături de PNTCD și PNL, considerate partide istorice, au constituit în 1990 opoziția politica față de Frontul Salvării Naționale, formațiunea foștilor comuniști.
Sergiu Cunescu a fost președintele Partidului Social Democrat Român în perioada 1990-2000, reales la Congresele din 1992 și 1996. A fost deputat în Parlamentul României în perioada 1990-2000 fiind lider de grup parlamentar. În 2000 Congresul partidului, care între timp fuzionase cu Partidul Socialist condus de Tudor Mohora l-a ales drept președinte executiv pe Alexandru Athanasiu, acordându-i titulatura de președinte de onoare lui Sergiu Cunescu. Acesta se retrage din funcție și din partid în 2000, urmare fuziunii prin absorbție a PSDR de către PDSR fost FSN, care a devenit astfel Partidul Social Democrat.
Sergiu Cunescu a reușit să introducă PSDR în Internaționala Socialistă, mai întâi cu titlu de partid observator, apoi cu rol consultativ și în 1999, ca partid membru cu drepturi depline, fiind recunoscut de social democrația europeană  drept partidul social democrat românesc, continuator al tradițiilor social democrate antebelice. Sergiu Cunescu a fost adept al social democrației moderne, de esență franco-germană, însușindu-și tezele reformatoare de la Bad Godesberg care au delimitat mișcarea europeană de stânga de marxism. A militat pentru libertate, echitate, solidaritate, poziționându-se în prima linie alături de Corneliu Coposu în lupta împotriva foștilor comuniști. A avut o atitudine inflexibilă față de partidele conduse de Ion Iliescu.
Printre colaboratorii mai importanți ai lui s-au numărat: Radu Dimitrescu, Constantin Avramescu (până în 1997), Smaranda Dobrescu, Gheorghe Grigorovici, etc.
Sergiu Cunescu a murit în 16 martie 2005, în ziua în care împlinea 82 de ani. În amintirea militantismului și principiilor sale democrate și de solidaritate în societate, în 2006 Smaranda Dobrescu a editat cartea: Social democrația, iluzie și realitate, la editura Niculescu. Este înmormântat în cavoul familiei Cunescu în Cimitirul Bellu ortodox.
Puțini știu faptul că a fost un om pasionat de alpinism,  ca participat la una din primele școli de alpinism din România din perioada interbelică, fiind și primul președinte (1990-1992) al recent reînființatului Club Alpin Român.